# Salles, Gironde

Salles este o comună în departamentul Gironde din sud-vestul Franței. În 2009 avea o populație de 50 de locuitori.

## Evoluția populației
| An        | 1975  | 1982  | 1990  | 1999  | 2006  | 2009  |
| --------- | ----- | ----- | ----- | ----- | ----- | ----- |
| Populație | 3.275 | 3.645 | 3.957 | 4.487 | 5.562 | 6.044 |